# John Erhard Areschoug
Johan Erhard Areschoug (født 16. september 1811 i Göteborg, død 7. maj 1887 i Stockholm) var en svensk algolog.
Han blev student i Lund 1829, docent i botanik 1839 og var 1859-76 professor ved Uppsala Universitet. Oprindelig var han bestemt for handelen, men kom i stedet ind på den lærde bane og fik interesse for algerne, idet han i Lund studerede dem hos den tids berømteste algolog, C.A. Agardh. Han interesserede sig ikke alene for algernes systematik, men endnu mere for deres anatomiske bygning og fysiologiske ejendommeligheder. Han var en dygtig mikroskopiker og en skarp iagttager,
og man kan gerne sige, at Areschoug indførte brugen af mikroskopet ved det botaniske studium i
Upsala og således dér grundlagde den nyere metode for botaniske undersøgelser. Det var ikke
alene ved sine udgivelser og sin undervisning, at han
bidrog til at skabe interesse for algologien, men
han spredte den også i vide kredse ved
udmærkede og smukke ekssikatværker (samlinger
af tørrede eksemplarer med trykte navne og forklaringer), som han udgav. Ved sine lærebøger i botanik, som udkom 1860 og 1863,
udøvede han også en ikke ringe indflydelse, da disse i sin tid blev meget benyttede.

## Udvalgte udgivelser
Hans vigtigste udgivelser er:
- Phyceæ Scandinavicæ marinæ I, II i Acta reg. soc. scient. Ups. Bd 13, 14 (1847-50)
- Phyceæ novæ et minus cognitæ i Acta Ups. Ser. 3, Bd l (1855)
- Observationes phycologicæ P. I-V i Acta Ups. Ser. 3, Bd VI-XII (1866-84)